# Brendan Corey
Brendan Ronald Corey (* 21. Januar 1997 in Fredericton) ist ein australischer Shorttracker.

## Werdegang
Corey, der von Richard Nizielski trainiert wird, begann im Alter von acht Jahren mit dem Shorttrack und nahm bis 2019 bei Wettbewerben für den kanadischen Verband teil. Seit der Saison 2019/20 startet er für den australischen Verband und nahm zu Beginn der Saison 2021/22 in Peking erstmals am Shorttrack-Weltcup teil, wobei er den 38. Platz über 500 m errang. Im weiteren Saisonverlauf erreichte er in Dordrecht mit dem fünften Platz über 1000 m seine erste Top-Zehn-Platzierung im Weltcup und belegte beim Saisonhöhepunkt, den Olympischen Winterspielen 2022 in Peking, den 21. Platz über 500 m sowie den 15. Rang über 1000 m. Bei den nachfolgenden Shorttrack-Weltmeisterschaften 2022 in Montreal lief er auf den 21. Platz im Mehrkampf. In der Saison 2022/23 kam er bei den Vier-Kontinente-Meisterschaften 2022 in Salt Lake City auf den zehnten Platz über 500 m, auf den achten Rang mit der Staffel, auf den siebten Platz über 1000 m sowie auf den fünften Platz über 1500 m und bei den Shorttrack-Weltmeisterschaften 2023 in Seoul auf den 26. Platz über 500 m, auf den achten Rang über 1000 m sowie auf den sechsten Platz über 1500 m. In der folgenden Saison belegte er bei den Vier-Kontinente-Meisterschaften 2023 in Laval den 17. Platz über 500 m, den 12. Rang über 1500 m sowie den sechsten Platz über 1000 m und bei den Shorttrack-Weltmeisterschaften 2024 in Rotterdam den 15. Platz über 1000 m sowie den 12. Rang über 500 m. Zudem gewann er dort die Bronzemedaille über 1500 m.

## Persönliche Bestzeiten
| Distanz | Zeit         | Datum              | Ort            |
| ------- | ------------ | ------------------ | -------------- |
| 500 m   | 40,192 s     | 11. November 2022  | Salt Lake City |
| 1000 m  | 1:23,741 min | 11. Februar 2023   | Dordrecht      |
| 1500 m  | 2:11,110 min | 22. September 2018 | Montreal       |

## Erfolge

### Olympische Spiele
- 2022 Peking: 15. Platz 1000 m, 21. Platz 500 m

### Weltmeisterschaften
- 2022 Montreal: 12. Platz 500 m, 20. Platz 1000 m, 21. Platz Mehrkampf, 21. Platz 1500 m
- 2023 Seoul: 6. Platz 1500 m, 8. Platz 1000 m, 26. Platz 500 m
- 2024 Rotterdam: 3. Platz 1500 m, 12. Platz 500 m, 15. Platz 1000 m

### Vier-Kontinente-Meisterschaften
- 2023 Salt Lake City: 5. Platz 1500 m, 7. Platz 1000 m, 8. Platz Staffel, 10. Platz 500 m
- 2024 Laval: 6. Platz 1000 m, 12. Platz 1500 m, 17. Platz 500 m

### Weltcup-Gesamtplatzierungen
| Saison  | Gesamt | Gesamt | 500 m  | 500 m | 1000 m | 1000 m | 1500 m | 1500 m |
| Saison  | Punkte | Platz  | Punkte | Platz | Punkte | Platz  | Punkte | Platz  |
| ------- | ------ | ------ | ------ | ----- | ------ | ------ | ------ | ------ |
| 2021/22 | -      | -      | 123    | 39.   | 5.720  | 11.    | 16     | 54.    |
| 2022/23 | 226    | 29.    | 23     | 36.   | 88     | 20.    | 115    | 14.    |
| 2023/24 | 187    | 36.    | 51     | 27.   | 84     | 23.    | 52     | 29.    |
| 2024/25 | 166    | 20.    | -      | -     | 31     | 25.    | 135    | 10.    |